# Agyrion
(Cic. III, 67)
Agyrion (Agyrium per i Romani, oggi Agira in provincia di Enna) è stata una città, prima sicula e poi greca.
Fu la patria dello storico Diodoro Siculo (I secolo a.C.).

## Storia
Fu governata dai tiranni, uno dei quali, Agyris, fu il più potente governante della Sicilia centrale. Era contemporaneo di Dionisio il vecchio, e riuscì a resistere assieme a lui alle forze cartaginesi comandate da Magone II che invasero il territorio di Agyrion nel 392 a.C.
Agyrion divenne città greca solo nel 339 a.C. quando Timoleonte, corinzio, cacciò via l'ultimo tiranno ed insediò una colonia di 10 000 greci, come riportato da Diodoro Siculo. Sempre secondo Diodoro, Timoleone fece costruire splendidi edifici, tra cui il teatro.
Diodoro attribuisce ad Eracle la creazione dei temenos di Iolao e di Gerione e del vicino lago.
Intorno alla metà del V secolo a.C. ad Agyrion vengono coniate alcune delle prime monete di bronzo, che rappresentano quindi uno dei primi esempi di monete fiduciarie, cioè di monete il cui valore non era determinato dal valore intrinseco del metallo contenuto.
I Romani la chiamarono Agyrium.
Da Agyrium veniva un certo Apollodoro, uno dei più influenti cittadini della città, che testimoniò contro Verre. Dall'orazione appare l'immagine comunque di una città industre e benestante, derubata da Verre.
Fu evangelizzata da San Filippo, detto il Siriaco, del quale assunse il nome che conservò fino al 1860 (San Filippo d'Argirò).

## Monetazione

### Prima serie
La prima moneta di Agyrion è attribuita alla metà del V secolo a.C. Si tratta di una moneta di bronzo che reca al dritto un'aquila con le ali chiuse ed al rovescio una ruota e la scritta ΑΓΥΡΙΝΑΙ.
In seguito fu coniata una moneta con una testa giovanile, forse di Eracle e la scritta ΑΓΥΡΙΝΑΙΟΝ (Agurinaion). Al rovescio è raffigurato la protome di un toro androprosopo e la scritta ΠΑΛΑΓΚΑΙΟΣ (Palankaios). Head suppone che si tratti del nome di un fiume, ipotesi suffragata dalla presenza del toro con fattezze umane. Questa moneta è attribuita alla fine del V secolo-inizi del IV.

### Seconda serie
Una seconda serie di monete appare verso la metà del IV secolo, quando la città è sotto il dominio del tiranno Apolloniade, che rimarrà al potere sino al 339 a.C., quando la città sarà liberata da Timoleone.
Alcune delle monete attribuite a questo periodo sono:
| Testa giovanile di Eracle con pelle di leone ΑΓΥΡΙΝΑΙΟΝ      | Protome di toro androprosopo ΠΑΛΑΓΚΑΙΟΣ  |
| Testa giovanile di Eracle o Iolao con tenia e pelle di leone | ΑΓΥΡΙΝΑΙΩΝ leopardo che divora una lepre |
| Testa di Apollo; avanti arco                                 | ΑΓΥΡΙΝΑΙΩΝ cane che fiuta                |

Dopo la cacciata di Apolloniade si hanno nuove monete, tra cui:
| ΖΕΥΣ ΕΛΕΥΘΕΡΙΟΣ Testa di Zeus Eleuterio laureata | Fulmine e aquila |
| Testa elmata di Atena                            | Clava ed arco    |

La moneta di Zeus riprende i tipi di una moneta contemporanea di Siracusa.
La monetazione proseguì anche dopo la conquista romana della Sicilia.